# Мооре
Моо́ре (море́, моши, мосси) — язык, распространённый в Буркина-Фасо среди народности мосси (моши). Число носителей — 6,36 млн в Буркина Фасо, плюс около 50 тыс. в Бенине, Кот-д’Ивуаре, Гане, Мали и Того. Язык включает несколько диалектов: саремде, таоленде, яадре, уагадугу, яанде, заоре и яна. Играет значительную роль в Буркина-Фасо как второй язык.
Близкородственен и взаимопонятен с языком дагбани, который распространён на севере Ганы.

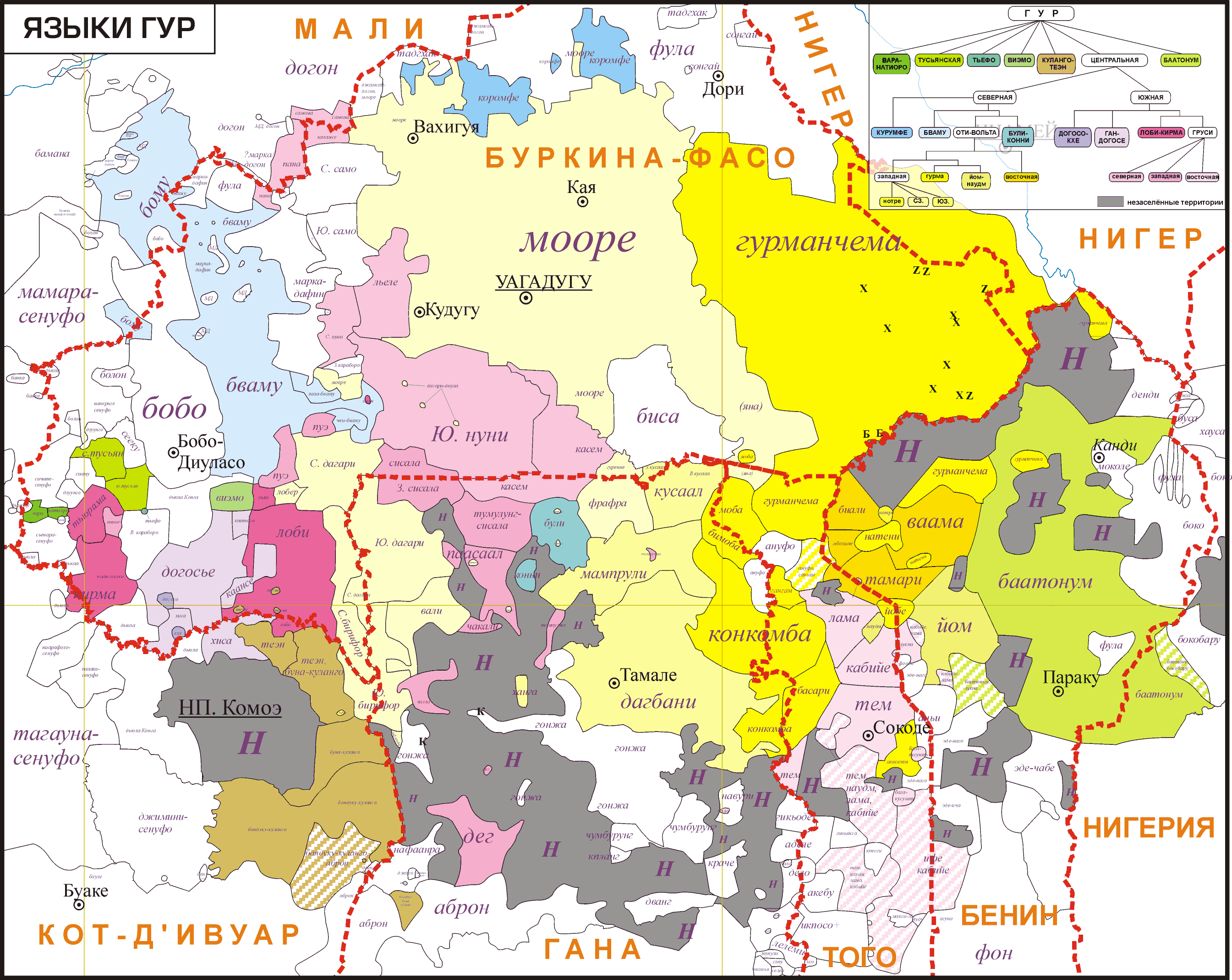
Языки гур: мооре изображён светло-жёлтым в центре Буркина Фасо

Является тоновым языком.
| Алфавит мооре | Алфавит мооре | Алфавит мооре | Алфавит мооре | Алфавит мооре | Алфавит мооре | Алфавит мооре | Алфавит мооре | Алфавит мооре | Алфавит мооре | Алфавит мооре | Алфавит мооре | Алфавит мооре | Алфавит мооре | Алфавит мооре | Алфавит мооре | Алфавит мооре | Алфавит мооре | Алфавит мооре | Алфавит мооре | Алфавит мооре | Алфавит мооре | Алфавит мооре | Алфавит мооре | Алфавит мооре |
| ------------- | ------------- | ------------- | ------------- | ------------- | ------------- | ------------- | ------------- | ------------- | ------------- | ------------- | ------------- | ------------- | ------------- | ------------- | ------------- | ------------- | ------------- | ------------- | ------------- | ------------- | ------------- | ------------- | ------------- | ------------- |
| A             | B             | D             | E             | Ɛ             | F             | G             | H             | I             | Ɩ             | K             | L             | M             | N             | O             | P             | R             | S             | T             | U             | Ʋ             | V             | W             | Y             | Z             |
| a             | b             | d             | e             | ɛ             | f             | g             | h             | i             | ɩ             | k             | l             | m             | n             | o             | p             | r             | s             | t             | u             | ʋ             | v             | w             | y             | z             |